# Alamo Heights
Alamo Heights – miasto w Stanach Zjednoczonych, w stanie Teksas, w hrabstwie Bexar, całkowicie otoczone przez San Antonio.

## Demografia
Według przeprowadzonego przez United States Census Bureau spisu powszechnego w 2010 miasto liczyło 7 031 mieszkańców, co oznacza spadek o 3,9% w porównaniu do roku 2000. Natomiast skład etniczny w mieście wyglądał następująco: Biali 94,4%, Afroamerykanie 0,7%, Azjaci 1,4%, pozostali 3,5%. Kobiety stanowiły 53,9% populacji.